# 藤本裕 (バスケットボール)
藤本 裕（ふじもと ゆたか、1950年12月21日 - 2001年10月31日）は、日本のバスケットボール選手・指導者である。別名「日本のパット・ライリー」（北原憲彦談）。

## 人物
育英高校から大阪商業大学に進学、卒業後の1973年に日本鋼管に入社。日本リーグ新人王を獲得。
1976年のモントリオールオリンピックに全日本として参加。
引退後、日本鋼管の監督に就任。毎年オフにはアメリカでスカウト活動を行い、NBAには及ばないが戦力として可能性のある選手を発掘する。エリック・マッカーサーもその1人である。
さらに日本人も阿部理らをスカウトした。
晩年はデンソーの監督を務めた。